# La spada e la mente
La spada e la mente (てとくち?, Te to kuchi) è un manga scritto da Tomohito Oosaki e disegnato da Mizuki Kawashita, pubblicato sul periodico mensile Jump Square dal 27 aprile 2013 al 4 dicembre 2014. In Italia la pubblicazione è stata curata da Panini Comics, mediante la propria etichetta Planet Manga, dal 26 settembre 2015 al 19 maggio 2016.

## Trama
Nella caotica città di Edo, il caso e la necessità fanno incrociare le strade di due insoliti personaggi: lei è un'affascinante ragazza sempre accompagnata dalla sua "spada in vendita", lui un irriducibile chiacchierone dalle notevoli capacità deduttive. Per Rie e Shusuke inizia così un'inaspettata collaborazione che li porterà a risolvere diversi casi nella capitale.

## Manga

### Volumi
| 1 | 9 ottobre 2013 | ISBN 978-4-08-870828-7 | 26 settembre 2015 |
| 1 | Capitoli - 1. La spada - 2. La spada corta Nagoshi Morikumi - 3. Tsujigiri - 4. Il sentiero della guardia del corpo                                                                      |                        |                   |
| 2 | 9 gennaio 2014 | ISBN 978-4-08-880014-1 | 28 novembre 2015  |
| 2 | Capitoli - 5. Il sentiero della guardia del corpo (parte 2) - 6. Il sentiero della guardia del corpo (parte 3) - 7. Il ragazzo silenzioso (parte 1) - 8. Il ragazzo silenzioso (parte 2) |                        |                   |
| 3 | 7 maggio 2014 | ISBN 978-4-08-880079-0 | 30 gennaio 2016   |
| 3 | Capitoli - 9. La disavventura di Orin - 10. Il samurai sorridente - 11. Giuramento - 12. Eliminare i banditi (parte 1)                                                                   |                        |                   |
| 4 | 9 settembre 2014 | ISBN 978-4-08-880181-0 | 26 marzo 2016     |
| 4 | Capitoli - 13. Eliminare i banditi (parte 2) - 14. L'aspirante investigratrice - 15. Kagetsugu Sera, membro del consiglio degli anziani - 16. Marionetta                                 |                        |                   |
| 5 | 10 gennaio 2015 | ISBN 978-4-08-880301-2 | 19 maggio 2016    |
| 5 | Capitoli - 17. La spada e l'assassino - 18. La banda Juzo dalla scia di sangue - 19. La battaglia decisiva - 20. La spada e la mente                                                     |                        |                   |